# 項羽と劉邦・背水の陣
『項羽と劉邦・背水の陣』（こううとりゅうほう はいすいのじん、原題：淮陰侯韓信）は、前漢王朝の成立に大きな役割を果たした、韓信の生涯を描いた中国の連続ドラマ。韓信の出身地・淮陰市（現淮安市）による全面協力を受けて1991年に制作された。
日本でのテレビ放映歴はなく、1994年に再編集された全3巻（天の巻、地の巻、人の巻）のビデオが発売されている他、完全版の全5巻のビデオとレーザーディスクも発売された。

## 出演
- 韓信：張豊毅
- 項羽：韓再峰
- 劉邦：石維堅
- 斉娥：史蘭芽

## スタッフ
- 総監督：郭宝昌
- 監督：石維堅
- 脚本：謝文礼
- 撮影：花清
- 音楽：関峡
- 原作：司馬遷『史記』